# Macrocentrus nixoni
Macrocentrus nixoni är en stekelart som beskrevs av Kurhade och Nikam 1998. Macrocentrus nixoni ingår i släktet Macrocentrus och familjen bracksteklar. Inga underarter finns listade i Catalogue of Life.